# Dunkelziffer
Eine Dunkelziffer ist bei statistischen Angaben eine geschätzte Zahl von Fällen oder Ereignissen in einem Bereich, zu dem keine oder unzureichende Informationen vorhanden sind. Der unbekannte Bereich wird Dunkelfeld genannt. Der Gegenbegriff Hellfeld bezeichnet den bekannten Bereich. Die Begriffe werden vor allem im Zusammenhang mit Kriminalstatistiken verwendet, aber auch beispielsweise bei der Zählung von Verkehrsunfällen oder Erkrankungen.

## Zum Begriff „Dunkelziffer“

### „Dunkelziffer“ und „Dunkelzahl“
Mit einer Ziffer ist in der Regel ein Zahlzeichen gemeint, hier aber eine Zahl bzw. eine Angabe zur Häufigkeit. Der Begriff Geburtenziffer ist ein weiteres Beispiel für diese Wortbedeutung von Ziffer, die auch in dem Ausdruck beziffern für „eine Zahl angeben“ aufgegriffen wird.
Der Begriff Dunkelziffer wurde erstmals in einer deutschen Dissertation verwendet, die im Jahr 1908 von dem japanischen Staatsanwalt Shigema Oba angefertigt wurde. Oba übersetzte den englischen Ausdruck dark number (wörtlich „dunkle Zahl“ oder „Dunkelzahl“) mit Dunkelziffer. Oba verwendete im unmittelbaren Kontext noch zweimal unpassend Ziffer statt Zahl. Er schrieb: „Der Statistiker nennt eine solche Ziffer von Vorkommnissen, welche nicht ans Licht kommen, sondern im Dunkeln bleiben, die Dunkelziffer (dark-number) im Gegensatz zur Lichtziffer (light number)“. Merkwürdig ist auch, dass Oba light (hier das Gegenwort zu dark) nicht mit hell, sondern mit Licht übersetzte. Ansonsten ist die übliche Bezeichnung im Englischen nicht dark number, sondern dark figure (oder seltener hidden figure, wörtlich „verborgene Zahl“).
Nachdem der Begriff sich bereits jahrzehntelang in der Fachliteratur wie auch in der Umgangssprache etabliert hatte, kam Kritik auf. Beispielsweise schrieb Bernd Wehner in einem Fachbuch zum Thema (1957) und in der Zeitschrift Kriminalistik (1963) sinngemäß, statt Dunkelziffer solle man richtigerweise Dunkelzahl sagen. Andere schlossen sich dieser Kritik an, darunter Hans-Dieter Schwind, der die Wortbildung Dunkelziffer im Handwörterbuch der Kriminologie „gründlich mißlungen“ nannte.
Das Wort Dunkelzahl wird heute gelegentlich verwendet. Dunkelziffer wird rund 1000-mal häufiger verwendet.

### Dunkelziffer und Dunkelfeld
Der Kriminologe Hans von Hentig störte sich daran, dass eine Zahl, unabhängig von der ungewöhnlichen Bezeichnung als Ziffer, einen exakten Wert habe, die Anzahl der unentdeckten Delikte aber „unbestimmt“ und „unbestimmbar“ sei. Er schlug deshalb 1954 vor, statt Dunkelziffer den Ausdruck Dunkelfeld zu verwenden, der dann tatsächlich eingeführt wurde. In der Folge wurden die Bezeichnungen Dunkelziffer, Dunkelzahl und Dunkelfeld in der Fachliteratur nebeneinander verwendet. Ab den 1970er Jahren setzte sich Dunkelfeld in der Fachsprache zunehmend durch und ersetzte schließlich den Begriff Dunkelziffer.
Hans-Dieter Schwind schrieb noch im Jahr 1998: „In der Literatur wird anstelle des Begriffes ‚Dunkelfeld‘ häufig auch der Begriff der ‚Dunkelziffer‘ benutzt.“ Andere Kriminologen stuften schon 1993 Dunkelziffer als veraltet ein, als „Vorläufer des heutigen Begriffs des Dunkelfeldes“.

### Heutige Verwendung und Worthäufigkeit
Heute wird der Begriff Dunkelziffer mit Bezug zu vielfältigen Themen und umgangssprachlich verwendet. Die Begriffe Dunkelfeld und Hellfeld werden vorwiegend mit Bezug zur Kriminalstatistik verwendet und gehören der Fachsprache an. Sie werden deshalb insgesamt weniger häufig verwendet als der bekanntere, in der Umgangssprache etablierte Ausdruck Dunkelziffer. Laut DWDS taucht Dunkelziffer etwa 6-mal häufiger in Texten auf als Dunkelfeld und etwa 30-mal häufiger als Hellfeld.
Nach dem Ausbruch der COVID-19-Pandemie war sehr häufig von Dunkelziffern die Rede. Die Zeit schrieb im Juni 2020, der Begriff Dunkelziffer habe es in den vergangenen Wochen „zu großer Prominenz gebracht“ und in den Corona-Debatten laufe „die Rede von der Dunkelziffer der Infektionsfälle ständig mit“.

### Erfassung
Die Erfassung von heiklen Themen kann sich mit unter problematisch gestalten, da Individuen in der Regel keine gesellschaftliche, moralische, soziale oder rechtliche Verfehlung zugeben möchten. Unter anderem konnte mit der Randomized-Response-Technik z. B. der Drogenkonsum der amerikanischen Soldaten während des Vietnamkriegs erfragt und beziffert werden. 

## Kriminalität

### Hellfeld und Dunkelfeld
In der Kriminologie und im Zusammenhang mit polizeilichen Kriminalstatistiken wird die gesamte Kriminalität aufgeteilt in die amtlich registrierten Straftaten (das Hellfeld) und die nicht erfassten Straftaten (das Dunkelfeld).
Die Relation zwischen Hell- und Dunkelfeld ist nicht konstant. Die Größe des Hellfeldes ist vor allem abhängig vom Kontrollverhalten der Polizei und dem Anzeigeverhalten beziehungsweise der Anzeigebereitschaft der Bevölkerung. Aus einem Anstieg der registrierten Fälle einer bestimmten Straftat kann deshalb nicht ohne weiteres gefolgert werden, dass diese Straftat tatsächlich häufiger begangen wurde.

### Hintergrund
Die Anzeigequote – das Verhältnis zwischen angezeigten und tatsächlich begangenen Straftaten – ist von Delikt zu Delikt verschieden. Delikte mit hohen Schäden wie Tötungsdelikte, Raub, Erpressung und Geiselnahme werden grundsätzlich eher angezeigt. Wenn nur ein geringer Schaden verursacht oder die Tat nicht vollendet wurde, sparen sich die Geschädigten oftmals den Aufwand, der mit einer Anzeige verbunden ist. Manche Delikte werden von den Geschädigten auch gar nicht bemerkt.
Eine intensivere Aufmerksamkeit der Polizei an bestimmten Orten oder für bestimmte Straftaten erhöht den Verfolgungsdruck und bringt mehr Straftaten ans Licht (Lüchow-Dannenberg-Syndrom). Delikte, deren Schäden durch Versicherungen abgedeckt sind, werden häufiger registriert, weil eine polizeiliche Anzeige von den Versicherungen zur Schadensregulierung verlangt wird. Deswegen werden nahezu alle Kfz-Diebstähle angezeigt und sind somit im Hellfeld enthalten.
Ein Grund für eine Nichtanzeige trotz hohen Schadens kann eine enge Beziehung zwischen Täter und Opfer sein. Weitere mögliche Gründe sind u. a. eine Tatbeteiligung des Geschädigten und die daraus folgende Angst vor eigener Strafverfolgung (z. B. im Bereich der Betäubungsmittelkriminalität), Angst vor Repressalien des Täters (vor allem bei Gewaltdelikten, auch sexueller Gewalt, im familiären Umfeld), fehlendes Vertrauen in die Tätigkeit oder die Erfolgsaussichten der Strafverfolgungsbehörden, bei bestimmten Delikten auch prinzipielle Ablehnung staatlicher Strafverfolgung oder von Bestrafung überhaupt. Manche Opfer von sexueller Gewalt oder Gewalt in Beziehungen schweigen, weil sie sich schuldig fühlen und sich dafür schämen, zum Opfer geworden zu sein.
Eine Sensibilisierung der Bevölkerung durch massenmediale Berichterstattung kann den Blick für bestimmte Straftaten schärfen (z. B. sexueller Missbrauch von Kindern, MeToo-Debatte). Die Akzeptanz von Gewalt verändert sich im Laufe der Zeit, allgemein nimmt sie ab und die Anzeigebereitschaft nimmt zu. Dieser Effekt wirkt dem statistisch erfassten Kriminalitätsrückgang entgegen.

### Dunkelfeldforschung
Kriminalstatistiken erfassen nur das Hellfeld, also nicht die gesamte Kriminalität einschließlich des Dunkelfeldes. Daher bedarf es der Dunkelfeldforschung, um das Dunkelfeld soweit möglich aufzuhellen und einen besseren Überblick über die tatsächliche Entwicklung der Kriminalität zu erreichen. Bei der Dunkelfeldforschung geht in erster Linie um die tatsächliche Häufigkeit von Straftaten, aber auch darum, Erkenntnisse zur Struktur der Kriminalität im Dunkelfeld zu gewinnen. Die Dunkelfeldforschung ist nicht nur ein Teilgebiet der Kriminologie, sondern gehört auch zu anderen Forschungsbereichen wie empirische Sozialforschung, Medizin und Psychiatrie.
Die wichtigste Methode der Dunkelfeldforschung sind repräsentative Befragungen, bei denen zufällig ausgewählte Teilnehmer danach gefragt werden, ob sie Erfahrungen als Opfer oder Täter von Straftaten gemacht haben. Meistens handelt es sich um Viktimisierungsstudien (auch Viktimisierungssurveys oder unpräzise Opferbefragung genannt). Bei diesen repräsentativen Studien wird danach gefragt, ob man Opfer von Straftaten geworden ist. Auch in Deutschland verwendet das Bundeskriminalamt hauptsächlich diese Methode.
Grundsätzlich kann das Dunkelfeld durch solche Befragungen nur teilweise erhellt werden, zum Beispiel weil manche Opfer aus Scham ihre Erfahrungen verschweigen. Als relatives Dunkelfeld bezeichnet man jenen Anteil des Dunkelfeldes, der durch Dunkelfeldforschung erhellt werden kann. Das absolute Dunkelfeld ist jener Anteil, der auch durch Dunkelfeldforschung nicht aufgeklärt werden kann (manchmal wird er doppeltes Dunkelfeld genannt).

## Straßenverkehrsunfälle
Der Begriff Dunkelziffer wird auch bei Straßenverkehrsunfällen verwendet. Hier bezeichnet er Unfälle, die der Polizei nicht zur Kenntnis gelangen und die damit nicht in die amtliche Unfallstatistik eingehen. Dies betrifft besonders Alleinunfälle, nicht selten unter Einfluss von Alkohol, aber insbesondere auch Fahrradunfälle und Fußgängerunfälle mit Beteiligung von Kraftfahrzeugen mit vermutlich häufig eher geringem Personenschaden werden häufig nicht gemeldet. Durch Befragungen oder Vergleiche mit ärztlichen oder Krankenhausunterlagen ist die Dunkelziffer abgeschätzt worden. Demnach gelangen nach einer deutschen Studie von 1993 beispielsweise fast 99 Prozent der Fahrrad-Alleinunfälle der Polizei nicht zur Kenntnis. Von den Unfällen zwischen Rad- und Pkw-Fahrern gehen immerhin 82 Prozent nicht in die Verkehrsunfallstatistik ein, so dass das polizeiliche auswertbare Unfallgeschehen also weniger als 20 Prozent ausmacht.
Für Dänemark in den 2010er Jahren wird berichtet, dass (nur) 5 % der in Krankenhäusern und bei Ärzten behandelten verunglückten Radfahrer in die polizeiliche Unfallstatistik aufgenommen wurden.
In Münster, einer Stadt mit hohem Radverkehrsanteil, wurde 2010 festgestellt, dass von 2.250 Fahrradunfällen, deren Opfer in Kliniken behandelt wurden, nur 723 Unfälle auch der Polizei gemeldet wurden. Nur diese gingen in die amtliche Unfallstatistik ein. Die amtliche Statistik umfasst also weniger als ein Drittel der behandlungsbedürftigen verletzten Radfahrer. In der Studie wurden über zwölf Monate sowohl bei der Polizei als auch in mehreren Krankenhäusern in Münster Daten zusammengetragen. Die Daten wurden im Universitätsklinikum Münster ausgewertet.

## Gesundheitswesen
Im Gesundheitswesen wird der Begriff Dunkelziffer umgangssprachlich für nicht erfasste Krankheitsfälle verwendet; er bezeichnet das Missverhältnis von diagnostizierten (oder auch statistisch erfassten bzw. gemeldeten) Krankheitsfällen zur tatsächlichen Krankheitshäufigkeit (Morbidität). In der Infektionsepidemiologie kann sich die Dunkelziffer auch auf die Zahl nicht erkannter Infektionen beziehen.

### Thema Kriminalität
- Uwe Dörmann: Zahlen sprechen nicht für sich: Aufsätze zu Kriminalstatistik, Dunkelfeld und Sicherheitsgefühl aus drei Jahrzehnten. Luchterhand (Hermann), München 2004, ISBN 3-472-06077-8.
- Tilman Köllisch: Vom Dunkelfeld ins Hellfeld. Anzeigeverhalten und Polizeikontakte bei Jugenddelinquenz. Albert-Ludwigs-Universität Freiburg, Freiburg (Breisgau) 2004, urn:nbn:de:bsz:25-opus-16869
- Hans-Claus Leder: Dunkelfeld. Bemerkungen aus devianz- und kriminalsoziologischer, kriminologischer und wissenschaftstheoretischer Sicht. ISBN 3-631-32805-2.
- Hans Joachim Schneider: Prüfe dein Wissen. 3. Auflage. H.20/1, Kriminologie. C.H. Beck, 1992, ISBN 3-406-36969-3.
- Sabine Rückert: Tote haben keine Lobby. Die Dunkelziffer der vertuschten Morde. Hoffmann und Campe, 1. Aufl. Hamburg 2000, ISBN 3-455-11287-0.
- Hans Göppinger: Kriminologie. Beck Verlag (1997), ISBN 3-406-07343-3.
- Gerhard Heilenz: Kindesmißhandlung: Häufigkeit und Dunkelziffer: eine Querschnittsuntersuchung an 1003 stationären PatientInnen der Universitäts-Kinderklinik Freiburg. Freiburg im Breisgau, Univ., Dissertation 1995.
- Klaus Scheib: Die Dunkelziffer bei Tötungsdelikten aus kriminologischer und rechtsmedizinischer Sicht. Logos-Verl., Berlin 2002 (zugl. Berlin, Humboldt-Universität, Dissertation 2001), ISBN 3-8325-0050-2.
- Hans-Dieter Schwind: Kriminologie. 19. Auflage, Heidelberg 2009, ISBN 3-7832-0800-9.

### Andere Themen
- Karl Brasse: Dunkelziffer von Unfalltoten. Münster (Westfalen), Univ., Dissertation 1990.
- Eckard L Pongratz: Zum Umgang mit kindlichen Auffälligkeiten. Eine Untersuchung zum Dunkelfeld und zur Prävention von Kinderdelinquenz in Grundschulen. Dissertation. Weißer Ring, Mainz 2000, ISBN 3-9806463-4-3.